# Picture You Staring
Picture You Staring — второй студийный альбом канадской инди-рок-группы Tops, изданный 2 сентября 2014 года на лейбле Arbutus Records. Но ещё ранее, 28 августа 2014 года альбом дебютировал в потоковой трансляции на сайте журнала Dazed. Альбом получил положительные отзывы музыкальной критики и интернет-изданий.

## Отзывы
| Совокупная оценка    | Совокупная оценка |
| Источник             | Оценка            |
| -------------------- | ----------------- |
| Album of the Year    | 75/100            |
| AnyDecentMusic?      | 7.1/10            |
| Metacritic           | 80/100            |
| Оценки критиков      |                   |
| Источник             | Оценка            |
| The 405              | 7.5/10            |
| AllMusic             | [ 1 ]             |
| DIY                  | [ 8 ]             |
| Dummy                | 8/10              |
| Earbuddy             | 6.5/10            |
| Exclaim!             | 8/10              |
| The Line of Best Fit | 8.5/10            |
| Pitchfork            | 7/10              |
| Pretty Much Amazing  | C                 |

Альбом получил положительные отзывы музыкальной критики и интернет-изданий. Агрегационный сайт Metacritic оценил альбом на 80 балла по отзывам профессиональных рецензентов.
Фред Томас из AllMusic отметил в рецензии, что «Со своим вторым альбомом Picture You Staring группа TOPS продолжает приглушенный, записанный в домашних условиях джазовый софисти-поп, который они начали в 2012 году с альбома Tender Opposites. Негромкий, пронзительный вокал певицы Джейн Пенни занимает центральное место в каждой песне. Есть моменты ностальгии по саундтрекам 80-х, но в целом альбом более сложный и масштабный».
Picture You Staring стал четвертым лучшим альбомом 2014 года по версии Gorilla vs. Bear, седьмым лучшим по версии журнала Dummy, 48-м лучшим по версии Stereogum и 93-м по версии Crack Magazine.

## Список композиций
Источник:
1. Way to Be Loved 04:23
2. Blind Faze 03:40
3. Circle the Dark 03:08
4. Outside 03:34
5. All the People Sleep 03:51
6. Sleeptalker 02:24
7. Superstition Future 03:52
8. 2 Shy 02:55
9. Change of Heart 03:59
10.Easier Said 05:03
11. Driverless Passenger 03:22
12. Destination 03:35